# 居米什哈内省
居米什哈内省（土耳其语：Gümüşhane il）是位于土耳其北部的一个省，面积6,125平方公里，首府居米什哈内。